# Патара Жінота
Патара Жінота (груз. პატარა ჟინოთა) — село в Грузії.
За даними перепису населення 2014 року в селі проживає 249 особи.